# L'Affaire Collini
Pour plus de détails, voir Fiche technique et Distribution.
L'Affaire Collini (Der Fall Collini) est un film de procès allemand réalisé par Marco Kreuzpaintner, sorti en 2019.
Il s'agit de l'adaptation du roman éponyme de Ferdinand von Schirach (2011),.

## Synopsis
Jean-Baptiste Meyer est brutalement assassiné, en 2001, dans un hôtel de Berlin. Son meurtrier, Fabrizio Collini, ne prend pas la fuite. Il reste prostré et ne donne aucune explication sur ce geste.
Un avocat débutant, Caspar Leinen est chargé de sa défense. Il ne découvre qu’ensuite, alors qu’il ne peut plus reculer, que la victime est en réalité l’industriel Hans Meyer, qui l’a autrefois accueilli, grâce à qui il a pu faire ses études de droit, et avec la petite-fille duquel il a vécu un amour de jeunesse.
Leinen est stupéfait d’apprendre au cours du procès que l’arme du crime est un modèle rare utilisé par la Wehrmacht durant la guerre : le même qu’il se rappelle avoir vu cachée chez Hans Meyer lorsqu’il était petit. Il sollicite une suspension du procès, au cours de laquelle il demande à son père de dépouiller les archives militaires sur Hans Meyer pendant que lui-même va enquêter à Montecatini, le village de Collini, dans la province de Pise.
Ces recherches donnent la clé du meurtre : en août 1944, les Allemands ont fusillé vingt otages après l’assassinat de deux SS par des partisans. L’unité était commandée par Hans Meyer et le père de Fabrizio faisait partie des otages.
Il croit triompher au tribunal, mais cette défense s’effondre lorsque Mattinger, avocat de la partie civile, révèle que Fabrizio Collini a déposé une plainte en 1969 et que Meyer a été jugé innocent. La nuit précédant les plaidoiries, Leinen et ses soutiens vont éplucher ce jugement et la législation de l’époque pour trouver une faille.
Et ce qu’ils découvrent est énorme : la loi Dreher (de) promulguée en 1968…

## Fiche technique
Sauf indication contraire, les informations mentionnées dans cette section peuvent être confirmées par la base de données cinématographiques IMDb,  présente dans la section « Liens externes ».
- Titre original : Der Fall Collini
- Titre français : L'Affaire Collini
- Réalisation : Marco Kreuzpaintner
- Scénario : Christian Zübert, Robert Gold (de) et Jens-Frederik Otto, d'après le roman éponyme de Ferdinand von Schirach
- Musique : Ben Lukas Boysen
- Direction artistique : Kinga Eperjesi	et Stefanie Übelhör
- Décors : Josef Sanktjohanser
- Costumes : Gioia Raspé et Manfred Schneider
- Photographie : Jakub Bejnarowicz (de)
- Montage : Johannes Hubrich
- Production : Marcel Hartges (de), Christoph Müller (de) et Kerstin Schmidbauer (de)
- Production déléguée : Martin Moszkowicz
- Coproduction : Stefan Gärtner
- Sociétés de production : Constantin Film, SevenPictures Film, Mythos Film et Rolize & Co.
- Sociétés de distribution : Constantin Film (Allemagne) ; ARP Sélection (France)
- Pays de production :  Allemagne
- Langues originales : allemand, italien, latin
- Format : couleur
- Genre : thriller policier ; drame
- Durée : 123 minutes
- Dates de sortie :
  - Allemagne : 18 avril 2019
  - France : 27 avril 2022[3]

## Distribution
- Elyas M'Barek : Caspar Leinen
  - Titus Flügel : Caspar Lienen, enfant
- Alexandra Maria Lara : Johanna Meyer
  - Tara Fischer (de) : Johanna, jeune
- Heiner Lauterbach : Richard Mattinger
- Manfred Zapatka : Hans Meyer
  - Levi Kirchhoff : Philipp Meyer, enfant
  - Jannis Niewöhner : Hans Meyer, en 1944
- Axel Moustache (de) : Alberto Lucchesi
- Rainer Bock : le procureur Reimers
- Catrin Striebeck (de) : la présidente du tribunal
- Sandro Di Stefano : Claudio Lucchesi
- Pia Stutzenstein : Nina
- Peter Prager (de) : le père de Caspar
- Sina Reiß (de) : Janina Fischer
- Franco Nero : Fabrizio Collini
- Stefano Cassetti : Nicola Collini
- Hannes Wegener (de) : Aicke

## Production
Le tournage a lieu à Berlin, pour la prison (Prison de Moabit) et l'île aux Musées dans le quartier Mitte, ainsi qu'à Stahnsdorf, le manoir Schloss Arendsee (de) et aux studios de Babelsberg à Potsdam, en Brandebourg.

## Accueil

### Critique
Le site Allociné donne une moyenne de 3/5 pour un ensemble de 13 critiques.

### Box-office
Le film a enregistré 807 513 entrées au box-office allemand.
Le jour de sa sortie en France, le film réussit à engranger 10 557 entrées au box-office des nouveautés, dont 3 335 en avant-première, pour 133 copies.  Le film est placé en 4e position derrière Le Médecin imaginaire (13 469) et devant le drame iranien Hit the road (4 548).

## Autour du film
L'auteur du livre, Ferdinand von Schirach, lui-même avocat, est le petit-fils de Baldur von Schirach, dirigeant nazi condamné au procès de Nuremberg. Il voulait traiter avec le roman « de la justice d’après-guerre, des tribunaux dans la République fédérale, des jugements éhontés […]. C’est un livre qui porte sur les crimes dans notre État, sur la vengeance, sur la faute et toutes ces choses pour lesquelles, aujourd’hui encore, nous trainons le poids de l’échec ». Le film, dans lequel « Marco Kreuzpaintner […] livre une réflexion puissante sur la justice, la violence et l'oubli » est fidèle à ce propos.